# Santillana del Mar
Santillana del Mar es un municipio y una villa de la comunidad autónoma de Cantabria (España). Se encuentra en el extremo este de la comarca de la Costa Occidental. Se la conoce popularmente con el sobrenombre de «la villa de las tres mentiras», puesto que según el dicho popular «ni es santa, ni llana, ni tiene mar» (no tiene mar la villa, aunque su municipio sí lo tiene).
La villa fue declarada conjunto histórico-artístico en 1889. En sus inmediaciones se encuentra la cueva de Altamira, protegida como Patrimonio de la Humanidad. Es uno de los pueblos más turísticos y más visitados de Cantabria, siendo una parada imprescindible para los turistas que visitan la región. Esto ha hecho que gran parte de los habitantes del municipio vivan de la actividad turística, especialmente de la hostelería, los alojamientos rurales y las tiendas de productos típicos.
Desde julio de 2013, Santillana del Mar forma parte de la red Los pueblos más bonitos de España.

## Toponimia
El lugar que hoy ocupa Santillana del Mar se denominó Planes desde la conquista romana, como atestigua un documento latino del año 980: baseleca Sancta Iuliana locum qui dicitur Planes. Planes podría venir del latín planum (lugar despejado entre montañas). A partir de ese momento la importancia del conjunto religioso superó la del lugar, y como consecuencia de la pertenencia que tuvo con el reino astur, en 1228 es llamado Villa de Sancta Illana. Se cree que el topónimo actual es una derivación de este, al que se le añadió del Mar simplemente por su cercanía al Cantábrico.
Así, el nombre original de Sancta Illana se encuentra unido en la forma Santayllana en un documento de 1326. En otro de 1338 se lee Santillana, y en otro más de 1390 se usan indiferentemente Sancta Illana, Sanctayllana, Santyllana y Santillana. En otro de 1453 ya solo se encuentra la forma Santillana.
Cabe señalar que el lugar de Planes, aunque fue la génesis de la villa, estaba situado en un lugar diferente, llamado hoy mies de Llanes, y no junto al entonces monasterio de Santa Juliana.

## Símbolos
Su escudo, de forma ibérica o española (cuadrilongo con el borde inferior redondeado en la punta), presenta un rostro en el centro, sumado por una corona sostenida por dos querubines afrontados. En punta un demonio tumbado encadenado y siniestrado de una rama. El timbre es de corona real cerrada.

## Historia

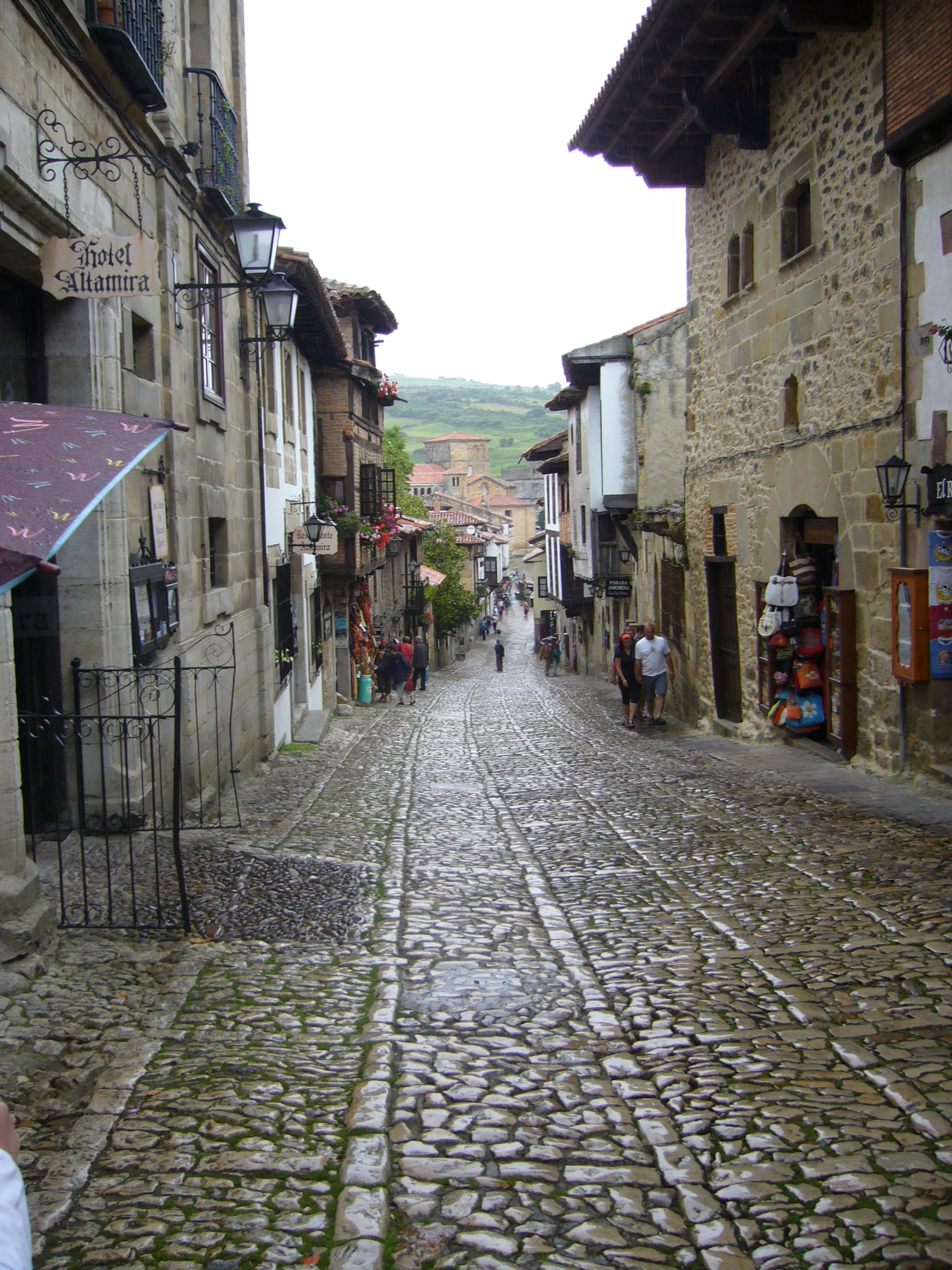
Una de las calles de la localidad de Santillana del Mar

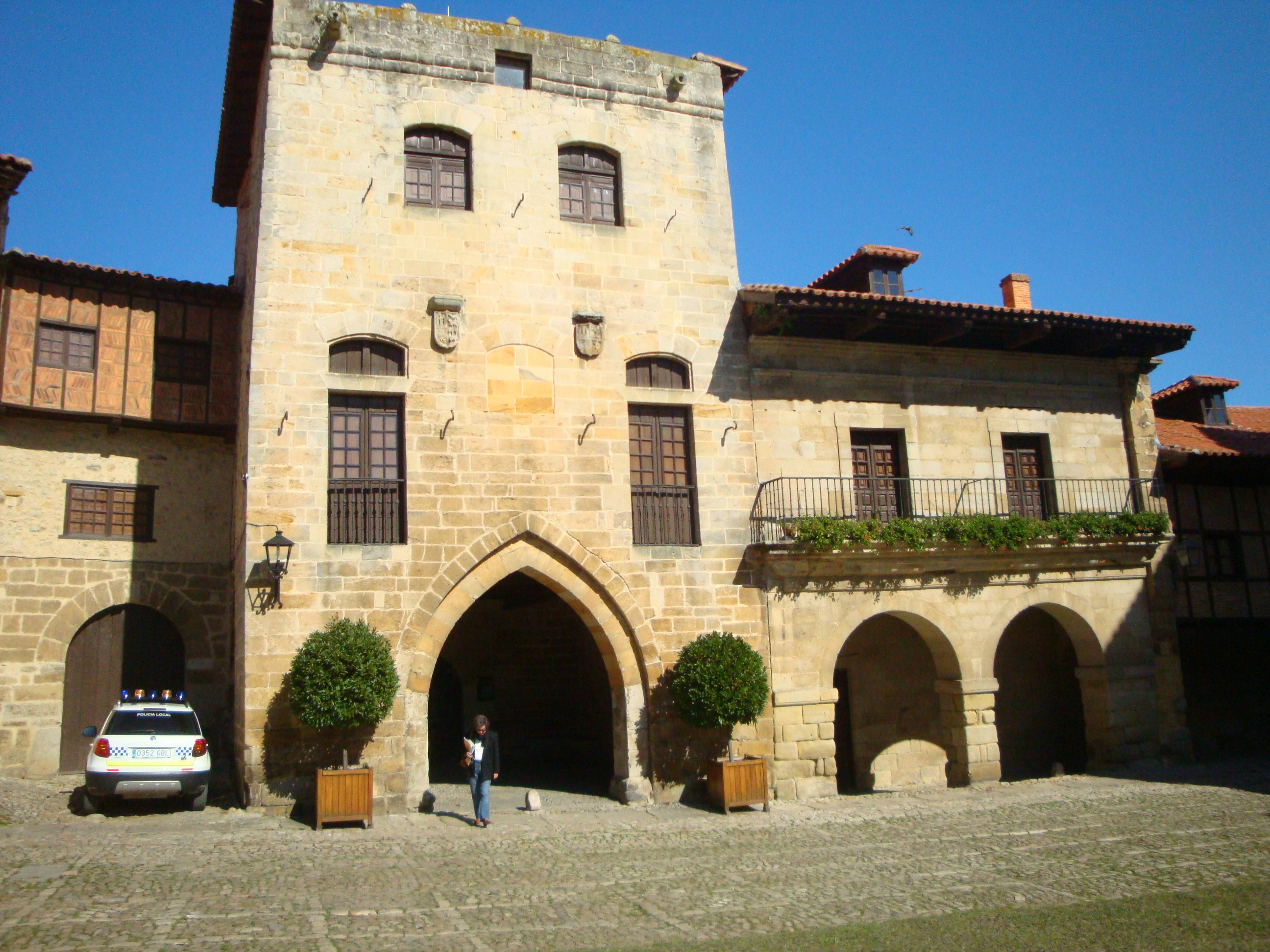
Torre de don Borja

### Prehistoria
Su territorio estuvo habitado desde la prehistoria, como atestiguan varios vestigios arqueológicos. Entre ellos destaca la cueva de Altamira, descubierta por Modesto Cubillas en 1868 y catalogada como Patrimonio de la Humanidad. Es llamada la Capilla Sixtina del arte cuaternario, o del arte paleolítico, desde que así la llamara el arqueólogo y prehistoriador Henri Breuil.

### Edad Antigua
No se conoce ninguna población antigua en Santillana, aunque sí se han encontrado evidencias cerámicas en la zona de Vispieres y lápidas sepulcrales en Herrán, todo ello de época romana, por lo que se ha deducido la existencia de alguna población romana cerca del actual núcleo de la villa, aunque no se han encontrado otros restos arqueológicos que llenen el vacío de los siglos V al VIII.

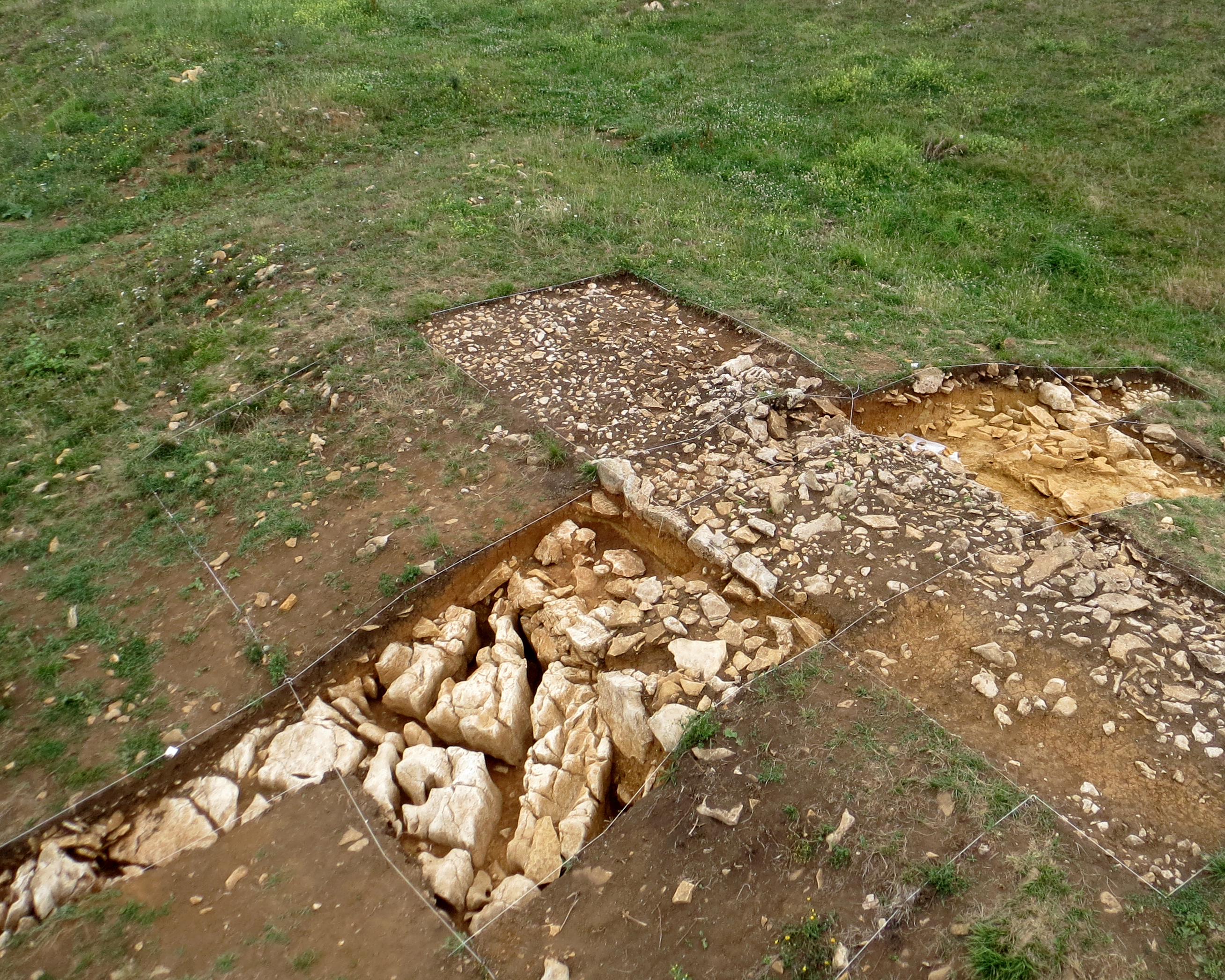
Excavaciones arqueológicas en la muralla del castro El Cincho, en el Monte Huervo

En el año 2014, los arqueólogos Javier Marcos Martínez y Lino Mantecón Callejo informaron sobre el Castro de El Cincho (barrio de Yuso), conocido únicamente por lugareños, a la diputación del gobierno cántabro. Se han desarrollado varias campañas arqueológicas desde entonces en las que se ha identificado un complejo de amurallamiento; así como, la recuperación de materiales arqueológicos adscritos cronológicamente a la Edad del Hierro. Los investigadores sostienen que se trata de un castro de castros, un oppidum costero.

### Edad Media
Esta villa tiene su origen en la Alta Edad Media, alrededor de la abadía de Santa Juliana. Se han recuperado huesos humanos medievales en la necrópolis de esta localidad. La fecha de fundación del monasterio no se conoce. Legendariamente se atribuye a unos monjes del siglo VIII o IX el que se llevaran las reliquias de Santa Juliana de Bitinia, martirizada en Turquía, a este lugar, levantando un cenobio en un lugar llamado Planes. Actualmente se asocia la fundación del monasterio con la corriente repobladora impulsada por los sucesores de Alfonso I. A partir del año 980 el monasterio estaba consolidado, gracias a las continuas donaciones de los fieles y a ser lugar de paso de un ramal del Camino de Santiago. Fue estableciendo un dominio territorial y jurisdiccional, especialmente en la zona conocida como Merindad de las Asturias de Santillana, de la que casi con toda seguridad era capital. Dicha merindad era una de las trece que entonces formaban el reino de Castilla. Un documento de entonces dice de la villa que:

...se gobierna por ella todo este País desde el Aya de Oton, hasta la Corba de Nogales, a distancia de dos leguas de Aguilar acia Castilla, y por el occidente hasta Puerto de Santiuste en los confines de las Asturias de Oviedo, término que comprende 23 leguas de longitud y 18 de latitud, y en ella la villa de Santander y lugares a ella adyacentes.
Documento no fechado.

En 1045 Fernando I le otorgó un fuero, por lo que la abadía pasó probablemente a ser colegiata. Desde entonces recibió sucesivos privilegios y donaciones de los reyes de Castilla. A partir de 1175 se configura una organización con abad y cabildo. Gracias al apoyo de la nobleza, consiguió convertirse en la abadía más importante de la Cantabria medieval. En 1209 Alfonso VIII le concedió un nuevo fuero, dándole estatuo de villa a la localidad. El monasterio ya era colegiata, hecho presumiblemente comprobable en la documentación posterior a 1107, con lo que Santillana que pasó a ser la capital de las Asturias de Santillana, siendo el abad su señor.
Durante el siglo XIII la abadía de Santa Juliana decayó al convertirse en dependiente de la diócesis de Burgos, pero comenzó el desarrollo urbano de la villa, organizado en torno a la Plaza Mayor o del Mercado (hoy plaza de Ramón Pelayo) y la Torre del Merino. Como expresión del poder civil, durante los siglos XIV y XV se construyeron algunos de los mayores palacios y torres de la villa. En 1445 el rey Juan II dio el señorío de la villa al primer marqués de Santillana y a sus sucesores, los duques del Infantado (miembros de la familia de Mendoza), creándose así el Marquesado de Santillana. La pérdida de la condición de realengo supuso dejar de ser capital de corregimiento, iniciándose la decadencia de la villa.

### Edad Moderna
Durante la Edad Moderna las Asturias de Santillana quedan integradas en la jurisdicción del Corregimiento de las Cuatro Villas, ámbito liderado entonces por Laredo. En 1509 el abad reconoció al III marqués de Santillana, pero solo tras violentos enfrentamientos militares, en un intento por recuperar el poder religioso sobre la villa. El desarrollo urbano y económico de la villa se estanca durante el siglo XVI al no participar Santillana en el Pleito de los Nueve Valles, importante en la historia de las instituciones que dieron lugar a Cantabria. A causa de ello Santillana quedó administrativamente marginada; no obstante, volvió a resurgir en el siglo XVII gracias a la riqueza ligada a su participación en la expansión española en Europa y América.
A finales del siglo XVI y durante el siglo XVII se construyeron la mayoría de las casas que se conservan hoy en día en Santillana del Mar, configurándose su núcleo tal y como existe hoy en día. Casi todas ellas siguen la misma tipología, con dos plantas, un espacio abierto delantero y uno trasero más grande dedicado originalmente a corral, solanas o balcones de forja o de madera, y blasones nobiliares, abundantes en la villa. Santillana es por tanto esencialmente barroca, aunque su proceso de urbanización sigue siendo desconocido.
Fuera del casco quedaban los complejos edificatorios de las órdenes religiosas edificados entonces. Estos fueron el convento de Regina Coeli de los dominicos, el de San Ildefonso de las dominicas, la Hospedería de Peregrinos y Transeúntes, el Hospital de la Misericordia y el Hospital de San Lázaro de Mortera. A finales del siglo XVII la colegiata de Santa Juliana compitió con la de los Cuerpos Santos (en Santander) por obtener la titularidad catedralicia.

### Edad Contemporánea
A comienzos del siglo XIX Santillana, como otros pueblos del norte de España, se enorgullecía de estar llena de linajes hidalgos, aunque como reza el tópico, sus apellidos no suponían riqueza intrínseca. Al ser mayoría, se supone que existía una tolerancia hacia el trabajo, a pesar de que los nobles tenían prohibido trabajar con las manos, por lo que si no lo hacían se veían obligados a emigrar o a vivir en la pobreza. Fueron estos hidalgos los que coparon los puestos administrativos y la representación de la villa en organismos superiores. También eran quienes poseían las tierras, teniendo la mayoría de los campesinos que arrendarlas o trabajar para ellos.
En 1833 se constituyó el ayuntamiento de Santillana, que también tuvo partido judicial propio hasta 1840, fecha en que parte pasó al partido de Torrelavega y otra parte al de San Vicente de la Barquera. A pesar de la decadencia de Santillana comenzó a generarse un turismo selectivo debido a que diversos políticos, escritores y viajeros leídos escribieron en aquella época sobre la villa.
En 1868 se descubrió la cueva de Altamira, una de las joyas del arte rupestre a nivel mundial. El descubrimiento de la cueva atrajo a un gran número de estudiosos e intelectuales, quienes crearon en Santillana una serie de asociaciones artísticas y de vanguardia, de las cuales la más importante fue la Escuela de Altamira, fundada en 1948, que participó en la recuperación de las vanguardias artísticas en España y donde se dieron cita personajes de la talla de Rosales, Vivanco, Ángel Ferrant, Llorente Artigas y Lafuente Ferrari.
A partir de 1849, a causa una epidemia de cólera (véase: Pandemias de cólera en España) en el País Vasco, el turismo aristocrático español arraigó con fuerza en la antigua provincia de Santander. Fue entonces cuando Santillana del Mar pasó a ser un destino de moda. El pensamiento romántico y el deseo de conservar la villa hicieron que en 1889 fuera declarada en su conjunto monumento histórico-artístico. En 1927, a instancias del conde de Güell, comenzaron las primeras restauraciones.

## Geografía
El municipio limita con el mar Cantábrico al norte, el municipio de Suances al este, el de Torrelavega al sur, el de Alfoz de Lloredo al oeste y el de Reocín al sureste. La villa se localiza en una hondonada que la incomunica visualmente con el mar.
| Noroeste: Alfoz de Lloredo | Norte: Mar Cantábrico | Nordeste: Mar Cantábrico |
| Oeste: Alfoz de Lloredo    |                       | Este: Suances y Polanco  |
| Suroeste: Reocín           | Sur: Reocín           | Sureste: Torrelavega     |

### Orografía

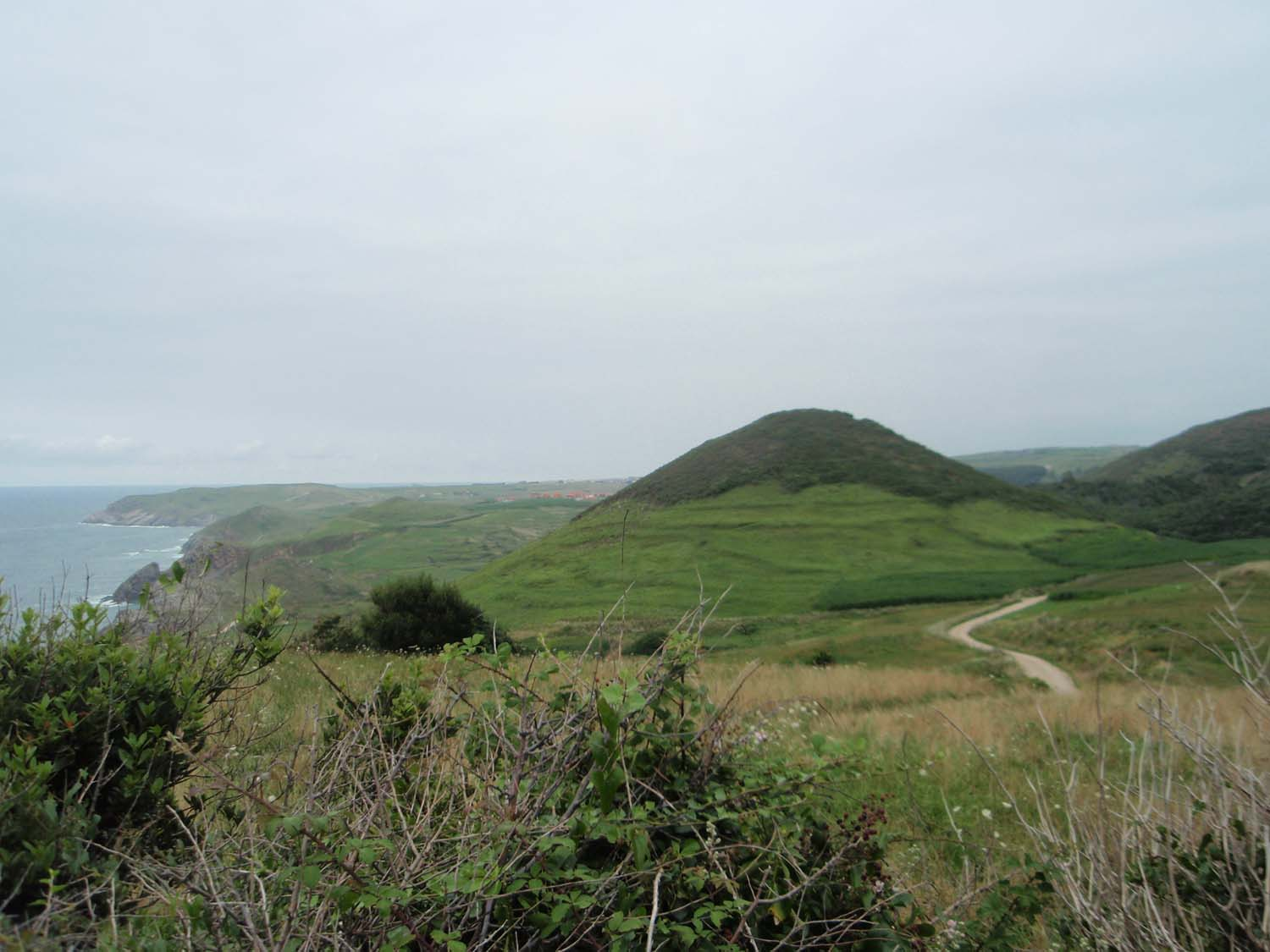
Vista del litoral del municipio de Santillana del Mar. Foto tomada junto a las ruinas de Morteo

El municipio cuenta una extensión de colinas suaves y valles en su zona sur, que descienden hacia el curso del río Saja a la altura de Viveda, mientras que el relieve se vuelve abrupto junto al litoral, con fuertes acantilados y pequeñas ensenadas a las que es difícil de acceder. La Sierra de Huervo impide ver el mar desde la villa, está casi en su totalidad libre de construcciones, a excepción de los pequeños pueblos de Arroyo y Ubiarco, el primero situado en una hondonada y el segundo sobre una colina. Una de las ensenadas da lugar a la playa de Santa Justa, la única del municipio, que tiene una ermita empotrada en la roca y sobre los acantilados, en un promontorio, los restos de la torre de San Telmo. Además de Santa Justa destacan las ensenadas de Los Cuadros, Higuero, La Jerrona, Onzaperas y finalmente la mayor, Puerto Calderón, que al parecer fue puerto romano y medieval, además de servir de resguardo para los submarinos alemanes durante la Segunda Guerra Mundial.
Como en muchas zonas de Cantabria son habituales las cavernas, destacando en Santillana, además de Altamira, la Cueva de las Palomas. En la orilla del mar, en la zona de La Jerrona, existen bufas.

## Demografía
Santillana del Mar cuenta con una población de 4208 habitantes (INE 2024).
| Gráfica de evolución demográfica de Santillana del Mar entre 1842 y 2021                                            |
| |
| Población de derecho según los censos de población del INE Población de hecho según los censos de población del INE |

La población de Santillana del Mar, desde su entrada en decadencia a finales del siglo XV, ha conocido un crecimiento lento y ha estado prácticamente estancada, cuando no ha sido negativa, desde la década de 1960. En 1752 contaba con 1734 habitantes, y en 1852, con 2235. La demografía estancada desde la década de 1960 se explica por una combinación entre el envejecimiento de la población, la baja natalidad y el beneficio de la migración. Su evolución a lo largo de los siglos XX y XXI es la siguiente:

#### La villa

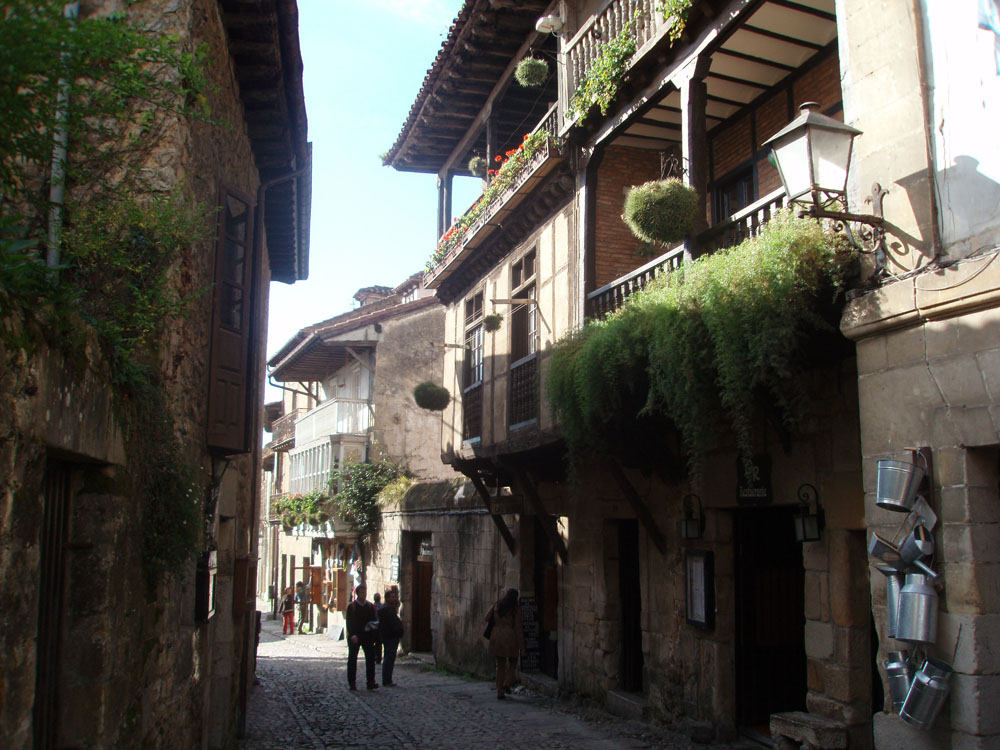
Detalle de la arquitectura

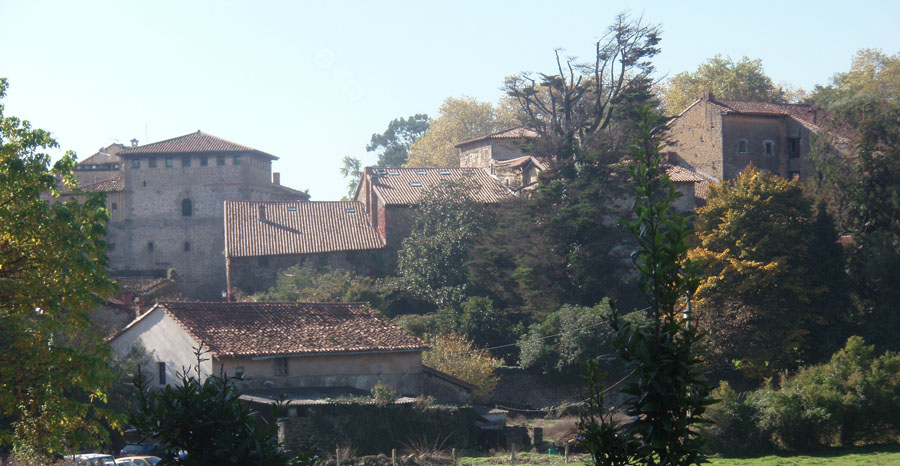
Vista del centro de la villa desde el oeste

El casco histórico de Santillana del Mar, que es casi lo mismo que decir toda ella, se organiza en torno a dos calles principales que van a parar a sendas plazas. La primera de las calles toma diversos nombres (Carrera, Cantón, y del Río) y va a dar a la plaza religiosa, primer centro de la villa, que da acceso a la colegiata. Esta se divide a su vez en dos: enfrente a la colegiata la plaza del Abad Francisco Navarro, y en su lado este la plaza de las Arenas. Cuando Santillana obtuvo la capitalidad de la Merindad de las Asturias de Santillana, hubo un incremento demográfico y la necesidad de un merino. Así se formó una segunda plaza en torno al siglo XIV, llamada inicialmente del mercado por celebrarse allí desde que un fuero de 1209 lo permitiera; a esta da, entre otras construcciones, la Torre del Merino (hoy museo) y la de Don Borja, que sirve actualmente de ayuntamiento. La calle que atraviesa la localidad hasta ella recibe el nombre de de Juan Infante.
Más allá de este núcleo, separados de él por una carretera autonómica, están el convento de Regina Coeli, el de San Ildefonso y la casona de Sánchez Tagle, además de existir un parque llamado Campo Revolgo y diversas instituciones, como un centro de salud y un colegio. Al oeste de la villa existe una gran finca arbolada bordeada por dicha carretera, que allí toma el nombre de Avenida de Le Dorat en honor a la localidad francesa hermanada con la villa. Al otro lado de la finca está el cámping de Santillana.
Además del cámping Santillana cuenta con un albergue para peregrinos en su mismo centro y una serie de hoteles entre los que destaca el parador nacional Gil Blas.

## Economía
El municipio está claramente volcado hacia el sector terciario, especialmente dependiente del turismo. Este sector ocupa el 55,2 % de la economía municipal, lo que, no obstante, está por debajo del 61 % de la media cántabra. La industria ocupa un 19,9 %, la construcción un 16,7 % y el sector primario un 8,1 %; todos estos últimos porcentajes superan sus respectivas medias totales de Cantabria.

### Turismo
Este pequeño municipio es uno de los atractivos turísticos más importantes la región, ya que alberga la cueva de Altamira, considerada la Capilla Sixtina del arte cuaternario, y un casco histórico bien conservado en el que destaca la Colegiata de Santillana del Mar, que data del siglo XII.
Santillana del Mar cuenta, asimismo, con un zoológico y jardín botánico de importantes dimensiones en los que predomina la fauna ibérica, destacando un insectario colonizado en su totalidad por mariposas de muy diversas características y procedencias. Además existen varios museos, destacando el de la Inquisición, el Diocesano Regina Coeli y el de Jesús Otero.
Sus calles están adoquinadas y muchos bajos han sido convertidos en tiendas que venden productos típicos cántabros. Muchas son de alimentación, ofreciendo anchoas de Santoña, el queso Picón de Tresviso, la cecina de ciervo y el sobao pasiego. Otras venden productos artesanales, en los que predominan las esculturas de personajes de la mitología cántabra.

## Servicios

### Zona Wi-Fi
El ayuntamiento de Santillana del Mar ha puesto en marcha la creación de acceso a Internet gratuito en la villa tanto para residentes como para turistas, y ha prometido conexión de banda ancha para todo el municipio.

### Transporte y comunicaciones
El acceso a la villa se efectúa fundamentalmente por la CA-131 (Barreda-Santillana del Mar-Cóbreces-Comillas-La Revilla). A esta carretera se puede acceder fácilmente tanto desde la A-67 (autovía Cantabria-Meseta), tomando bien la salida de Torrelavega, bien la de Polanco, como desde la A-8 (autovía del Cantábrico).

## Administración y política

### Gobierno municipal
Isidoro Rábago León (PSC-PSOE) es el actual alcalde del municipio.
| Partido político                               | 2023  | 2023  | 2023       | 2019  | 2019  | 2019       | 2015  | 2015  | 2015       | 2011  | 2011  | 2011       | 2007  | 2007  | 2007       | 2003  | 2003  | 2003       |
| Partido político                               | Votos | %     | Concejales | Votos | %     | Concejales | Votos | %     | Concejales | Votos | %     | Concejales | Votos | %     | Concejales | Votos | %     | Concejales |
| Partido Socialista Obrero Español (PSOE)       | 1085  | 40,62 | 5          | 813   | 30,92 | 4          | 1079  | 42,48 | 6          | 1183  | 46,17 | 5          | 1246  | 47,38 | 5          | 1403  | 50,91 | 6          |
| Alternativa Vecinal Independiente (AVI)        | 664   | 24,85 | 3          | 625   | 23,77 | 3          | —     | —     | —          | —     | —     | —          | —     | —     | —          | —     | —     | —          |
| Partido Popular (PP)                           | 431   | 16,13 | 2          | 354   | 13,46 | 1          | 691   | 27,20 | 3          | 790   | 30,84 | 4          | 870   | 33,08 | 4          | 642   | 23,29 | 3          |
| Partido Regionalista de Cantabria (PRC)        | 285   | 10,67 | 1          | 401   | 15,25 | 2          | 505   | 19,88 | 2          | 427   | 16,67 | 2          | 453   | 17,22 | 2          | 464   | 16,84 | 2          |
| Agrupación Independiente de Santillana (AINSA) | —     | —     | —          | 185   | 7,03  | 1          | —     | —     | —          | —     | —     | —          | —     | —     | —          | —     | —     | —          |

### Organización territorial
Sus 4208 habitantes (INE, 2024) se distribuyen en diez localidades. En la ruta de senderismo que une Arroyo y Ubiarco se encuentran las ruinas de algunas casas que formaron la pequeña localidad de Morteo, antiguo pueblo enclavado en el territorio del municipio.
| Mapa municipal | Mapa municipal | Mapa municipal | |
| -------------- | -------------- | -------------- | --- |
|                |                |                | - Arroyo (43 habitantes). Es un pequeño pueblo situado a unos dos kilómetros de la capital municipal, entre montes, a 100 m s. n. m. - Camplengo (196 habitantes). Pequeño núcleo enclavado a las afueras de la villa, prácticamente en continuidad con esta. Está situado a 120 m s. n. m. - Herrán (244 habitantes). Situado a medio kilómetro de Santillana, es aquí donde se hallan el zoológico, la cueva de Altamira y su museo. - Mijares (430 habitantes). Está a unos 3 km de la villa y a 71 m s. n. m., en una zona más llana del municipio. Tiene una iglesia del siglo XVII y un palacio del siglo XVI. - Queveda (548 habitantes). Situada en la carretera que lleva a Santillana, a unos 3 km de esta, posee una ermita del siglo XVIII y una torre-palacio cuya construcción original es un torreón militar del siglo XV. - Santillana del Mar (Capital), 876 hab. Está ubicada a 82 metros sobre el nivel del mar en el fondo de una cuenca rodeada por pequeñas colinas. - Ubiarco (185 habitantes). Situado a {{esd\|75 m s. n. m.]], es el único núcleo del municipio que posee costa, aunque se eleva sobre esta. Dista unos 5 km de la villa y cuenta con la playa de Santa Justa, la única de la franja litoral, muy accidentada. En la playa hay una antigua ermita construida contra las rocas, aprovechando un pliegue del acantilado. - Vispieres (344 habitantes). A 2 km de la villa y a 120 m s. n. m., este pueblo cuenta con las ruinas de una fortificación medieval de origen romano. También una antigua ermita y dos casonas señoriales típicamente cántabras. - Viveda (1265 habitantes). Es la mayor población del municipio superando a la capital desde 2009. Está situada a 4 km de Santillana, al fondo de la ría de San Martín de la Arena. Cuenta con la casa-torre de los Calderón de la Barca, génesis de la familia Calderón de la Barca y edificio civil más antiguo conservado en Cantabria. Además posee una iglesia que, aunque reconstruida varias veces, guarda una piedra fundacional que como registro histórico es más antiguo que los de la propia colegiata de Santillana, y un palacio tardorrenacentista del siglo XVII. - Riaño. Es la menor entidad de población del municipio, situado al sur de Viveda. - Yuso (77 habitantes). Está situado a unos 2 km de la villa, a 190 m s. n. m. |

## Cultura

### Patrimonio
Siete son los bienes de interés cultural de este municipio:
- Colegiata de Santa Juliana y Claustro, con categoría de monumento.
- Torre de don Beltrán de la Cueva en Queveda, monumento.
- Palacio de Viveda (casona montañesa siglo XVIII), monumento.
- Palacio de Mijares, monumento.
- Cueva de Altamira, zona arqueológica que, además, forma parte del patrimonio mundial.
- Villa de Santillana, conjunto histórico en su totalidad.
- Cartulario o Libro de Regla de la Colegiata de Santa Juliana, que se conserva en la Colegiata de Santa Juliana, Bien mueble.

Además, como Bien de interés local se encuentra catalogada la Torre medieval de los Calderón de la Barca en Viveda.

### Patrimonio inmueble
La Villa de Santillana del Mar es toda ella Conjunto Histórico Artístico por Decreto de 27 de julio de 1943 (BOE del 3 de agosto). El casco histórico está formado por construcciones homogéneas de piedra, en su mayor parte de los siglos XIV al XVIII. El caserío se desarrolló en torno a una vía, la calle de Santo Domingo, que se bifurca en dos: la calle de Juan Infante, que llega hasta la plaza de Ramón Pelayo, y la que fue llamada rúa del Rey, hoy con diversos nombres para cada tramo: Carrera, Cantón y del Río.
Muchos son los edificios destacados de esta localidad, entre ellos:
- Palacio Valdivieso o Casa de los Valdivieso (también escrito Valdivielso), hoy hotel Altamira. Data de 1710. Se encuentra en la parte final de la calle del Cantón, a la derecha. Posee un blasón situado en la esquina. Actualmente es un hotel.
- Palacio de Velarde o de las Arenas. Se encuentra en la Plaza de las Arenas. Es un edificio de transición del gótico al renacimiento, iniciándose la construcción en el siglo XV y modificándose en el XVII. La fachada tiene un hastial escalonado y pináculos decorativos. Tiene el blasón de los Velarde.
- Colegiata de Santa Juliana. Se encuentra al final de las dos calles del pueblo. Es una colegiata de estilo románico, erigida en su mayor parte a mediados del siglo XII, reedificada por la familia Polanco en el primer tercio del siglo XVI, con añadidos de siglos posteriores como el camarín hoy desaparecido (1681-1697), la sacristía, la sala capitular y el hospital de la Misericordia (1694), y el coro bajo (1732).[17] Monumento protegido por Real Orden de 12 de marzo de 1889 (Gaceta de Madrid de 14 de abril), Fue el primer monumento cántabro que obtuvo este reconocimiento. Está construido en piedra de sillería arenisca. Tiene planta basilical y tres naves que se rematan en ábsides semicirculares. Es una estructura que sigue el modelo del románico del Camino de Santiago, en particular de Frómista. La parte más destacada del conjunto es el claustro, de finales del siglo XII, en particular por sus cuarenta y dos capiteles románicos.
- Casas de los Quevedo y Cossío. Se encuentran junto al abrevadero que hay unos metros antes de la Colegiata. Datan de los siglos XVII-XVIII. Son dos casas colocadas en escuadra de manera que forman una sola vivienda. La casa de la parte norte es la Casa de Cossío y la de la parte sur es la Casa de Quevedo. En la primera puede verse el blasón de los Cossío. En la segunda, que perteneció a un familiar de Francisco de Quevedo y Villegas se ve el escudo de la familia Quevedo. La Casa de los Quevedo es de sillería y tiene un túnel abovedado que sirve de desagüe al abrevadero y al río.
- Casa de la Archiduquesa o de los Abades. Es un edificio que se encuentra a la izquierda de la Colegiata. Casona de finales del XVII. Perteneció a la familia Barreda Bracho. Los escudos de la fachada son modernos, obra de Jesús Otero.
- Casa de los Hombrones o Casa de los Villa. Está situada junto a la llamada casa de Leonor de la Vega, en la calle del Cantón. Es una casa construida entre el XV y el XVII. Se le dio este nombre por los dos caballeros con bigote que sostienen el enorme escudo barroco de la fachada, blasón de los Villa.
- Casa de los Polanco y Lasso de la Vega o Casa de Leonor de la Vega. Se encuentra en la calle del cantón. Es de finales del siglo XV y principios del XVI edificada por Juan de Polanco. Según la tradición en este edificio vivió Leonor de la Vega, madre del primer marqués de Santillana. En la fachada pueden verse tres escudos góticos de la alianza Polanco-Lasso de la Vega.
- Torre del Merino o La torrona. Está situada en la antigua plaza del mercado, hoy de Ramón Pelayo. Se trata de una torre del siglo XIV, rematada por almenas. Se le llama así por ser el lugar en que moraba el merino, funcionario que representaba al rey.
- Torre de don Borja o Fundación Santillana. Está en la plaza de Ramón Pelayo. Aunque debió tener origen medieval, la parte conservada y restaurada parece ser de finales del siglo XV o principios del XVI. A los lados del antepecho se ve un escudo con el blasón de los Barreda. Tiene un patio interior que une los dos volúmenes. Debe su nombre a don Francisco de Borja Barreda, último descendiente de los Barreda en el siglo XIX. Entre sus propietarios posteriores estuvo la infanta Paz de Borbón. En 1981 fue restaurada para ser la sede de la Fundación Santillana.
- Palacio Barreda-Bracho, también llamado Casa Barreda-Bracho o Palacio Barreda. Desde 1944 es actualmente el Parador Nacional Gil Blas. Está en la plaza de Ramón Pelayo. Es un edificio de estilo barroco erigido a finales del siglo XVII. El linaje de los Bracho estaba emparentado con los Barreda, de ahí el nombre con el que se conoce.
- Ayuntamiento. Situado en la plaza Ramón Pelayo, en un palacio barroco. Es notable su balconada de hierro fundido con un escudo en la parte superior.
- Casas del Águila y la Parra o del Águila y de la Parra. Están junto al Ayuntamiento, en la misma plaza. Son dos edificios distintos adosados. La Casa de la Parra se llama así porque tuvo una gran parra en la fachada; es una edificación gótica de principios del siglo XVI. La casa del Águila o de los Estrada es del siglo XVII. Luce el blasón de Estrada y Tagle en su fachada. Actualmente es una sala de exposiciones del Gobierno Regional. Delante de estas casas hay un bisonte, escultura de Jesús Otero.
- Casa de Bustamante. Se encuentra en la calle de la Carrera, 7. Data de finales del siglo XVII-siglo XVIII. Es un edificio de gran altura que tiene balcones de púlpito. En su fachada puede verse el escudo de armas de los Bustamante.
- Torre de los Velarde. Al final de la calle de la Carrera. Vieja casa-torre del siglo XV, en piedra sillería con dos puertas góticas.
- Palacio de Benemejís, también conocido como Palacio de los Peredo-Barreda o Palacio de Peredo. Actualmente es sede de exposiciones de Caja Cantabria. Es un palacio de planta cuadrada y dos pisos; el tejado, a cuatro aguas, está rematado por pináculos en las esquinas. En la fachada se ve el blasón de los Peredo; dentro del portal está el de la familia Barreda Ceballos. Sus distintos nombres reflejan las vicisitudes de esta propiedad. Ordenó su edificación don Francisco Miguel de Peredo, caballero de Calatrava desde 1694. Uno de sus propietarios posteriores fue Blas María de Barreda (siglo XIX) y la marquesa de Benamejí. Conserva lienzos de pintores como Valdés Leal o Mengs, así como una amplia biblioteca.
- Casa de los Villa. Casa frente al Palacio de Benemejís. Del siglo XVIII con balcones tipo púlpito y escudo.
- Casa de los Alonso. Casa junto al Palacio de Benemejís. Dos escudos pequeños.
- Museo Diocesano Regina Coeli. Este museo ocupa el convento de los dominicos, al otro lado de la carretera Barreda-Comillas. La edificación original data de mediados del siglo XVII, pero fue muy remodelado durante las dos primeras décadas del siglo XVIII.[17] Está proyectado en estilo herreriano, si bien la articulación de las portadas es barroca.[17] El Museo fue creado en 1964, y en él se conserva, estudia y expone arte sacro. Del edificio destaca el claustro renacentista. Alberga un taller de restauración y el Archivo Documental Diocesano.
- Convento de las Dominicas o de San Ildefonso. Se encuentra frente al Museo Diocesano. Fue fundado a mediados del siglo XVI.
- Casa de Sánchez Tagle o Casona de los Tagle. Se encuentra en la zona llamada Campo de Revolgo. Edificio de finales del siglo XVII, erigido por una familia que se enriqueció en México. Se trata de una casona montañesa con fachada de sillería y portada con dos arcos de medio punto.

### Patrimonio mueble
El cartulario o Libro de Regla de la Colegiata de Santa Juliana es bien de interés cultural mueble. Se conserva en las dependencias de la Colegiata de Santa Juliana. Se considera que es del siglo XIII, con añadidos posteriores. Mide 150 x 240 mm y está encuadernado con dos tablillas de madera recubiertas de piel. Contiene copias, completas o fragmentos, de 94 escrituras de los años 870 a 1202, distribuidos en 64 hojas en pergamino. Además, el órgano de la colegiata está declarado en la lista de órganos históricos de Cantabria.
A un lado del ayuntamiento puede observarse la escultura de un bisonte Santillana al Hombre de Altamira, obra de Jesús Otero. Otras obras suyas pueden contemplarse en el interior del museo homónimo.

### Patrimonio natural
En cuanto al patrimonio natural, cabe destacar el Zoológico de Santillana del Mar, el más antiguo de la región, así como algunos árboles de la localidad. En la Finca El Jardín hay un eucalipto de 35 m de altura y un ginkgo de 22 m de altura. En el parque-plaza La Robleda hay un roble de 16 m de altura.
Cabe destacar que a pesar de su nombre el municipio posee una estrecha franja costera entre puerto Calderón y Ubiarco, caracterizada por los acantilados. Un relieve abrupto y una gran extensión natural separan la villa del mar.

### Equipamiento cultural
- Museo de Altamira: situado junto a la cueva de Altamira, contiene una réplica de la misma y una exposición permanente sobre el arte rupestre de Cantabria y cómo era la región en tiempos prehistóricos, además de organizar talleres y contar con espacio exterior. El edificio es obra del arquitecto Juan Navarro Baldeweg.[36][37]
- Museo y Fundación Jesús Otero: contiene una exposición permanente del escultor Jesús Otero (1908-1994), nacido en Santillana. Además cuenta con biblioteca, sala para exposiciones temporales y espacio exterior.[37] La exposición permanente cuenta con cincuenta esculturas donadas por el autor al ayuntamiento en 1993, además de objetos y utensilios utilizados por él para trabajar.[38]
- Museo El Solar, conocido también como de la tortura y de la Inquisición: famoso museo que contiene un buen número de instrumentos de tortura utilizados por la Inquisición para combatir la herejía.
- Museo diocesano Regina Coeli: ocupa un antiguo convento dominicano del siglo XVI, aún utilizado por las clarisas. Expone patrimonio religioso de la diócesis de Santander.[37]
- Fundación Santillana: con sede en la Torre de Don Borja, organiza exposiciones artísticas y culturales con carácter temporal.
- Torre del Merino: antigua torre donde se organizan exposiciones temporales.
- Consejería de Cultura, Turismo y Deporte: en su sede de la Casa del Águila y la Casa de la Parra organizan exposiciones temporales.
- Palacio de Peredo-Barreda: rehabilitado por Caja Cantabria, acoge un conjunto de libros, pinturas y muebles antiguos,[39] además de organizar diversas exposiciones en un edificio anexo.

### Otros lugares a visitar
- Cueva de Altamira: sobradamente conocida, esta cueva es conocida por sus pinturas prehistóricas a nivel mundial. Actualmente está cerrada al público, aunque tal situación se debate.
- Zoológico y jardín botánico: creado en 1977, cuenta con un espacio llamado La Granja con distintos animales mayores, un jardín de mariposas, un lugar con serpientes y un espacio llamado Parque Cuaternario donde hay réplicas de los animales que habitaron el municipio en tiempos de los pobladores de Altamira.

### Camino de Santiago
Por Santillana pasa un ramal del Camino de Santiago del Norte, que entra en el municipio a través de Viveda, cerca de la cual hay un albergue para peregrinos llamado Arco Iris. En la propia Santillana hay otro albergue, situado en el interior del recinto cercado del museo Jesús Otero, a un lado de la colegiata. Entre los antiguos personajes famosos que pasaron por Santillana en su peregrinaje está el obispo armenio Martiros de Arzendjan (siglo XV). Antiguamente la villa contaba con varios hospitales, uno de ellos dedicado a pobres, peregrinos y pasajeros, que aparece en documentación de 1773.
Este es uno de los ramales más antiguos del Camino. Parece que el conjunto escultórico del claustro de la colegiata demuestra que durante el siglo XII los avances artísticos provinieron del Camino y, concretamente, del románico borgoñón ya experimentado en Carrión de los Condes.

### Festividades y eventos
- Auto Sacramental y Cabalgata de Reyes: celebrado la noche del 5 de enero desde 1959, fue declarado en 1993 fiesta de interés turístico regional,[42] y en 2009 fiesta de interés turístico nacional.[43] Se celebra también un concurso de belenes.[37]
- Festival Internacional de Títeres: celebrado a finales de mayo.
- Festival Capa y Espada: celebrado en el mes de junio, se trata de una representación de esgrima artística en diferentes partes de la localidad, junto a un cursillo internacional que cuenta con la presencia de muchos de los mejores especialistas europeos, campeones de Francia, y del mundo, y muchos de los seleccionados nacionales franceses y españoles.
- Santa Juliana: estas fiestas se celebran en torno al 28 de junio en honor a la patrona del municipio, Santa Juliana. Se realizan numerosos actos para todos los públicos como actividades para niños, deportes tradicionales o actividades gastronómicas. El día más importante es el 28 de junio ya que es el día de la patrona. Este día se realiza una procesión, misa y danza en honor a la patrona.[44]
- San Roque: en honor del santo se celebran fiestas el 15 y el 16 de agosto, con gran presencia del folclore. Hay pasacalles y romería.[42]
- Santillana al Aire: conjunto de actividades al aire libre celebradas en julio o agosto, como conciertos, teatros, proyecciones cinematográficas, etc.[37]
- Festival de Música Infrecuente: conciertos de música étnica de todo el mundo y de música de época celebrado en septiembre.[37]

### Gastronomía
Aunque actualmente la gran afluencia de turistas ha hecho que la economía de la villa pasara a basarse de la ganadería bovina al sector hotelero y hostelero, la antigua tradición de la ganadería lechera hizo del bizcocho o pastel con leche la comida local. El bizcocho es de preparación sencilla, con huevos, harina, azúcar y corteza de limón. Recibe el nombre de tableta con leche. La receta se conserva, por ejemplo, en el monasterio Regina Coeli. Se puede encontrar a la venta en las tiendas de productos típicos de la villa Destacan también otros derivados de la leche como los quesos, las quesadas y los sobaos.

### En la literatura
La villa de Santillana del Mar aparece en numerosos libros de autores de renombre desde la publicación de Histoire de Gil Blas de Santillana, novela picaresca del escritor francés Alain-René Lesage que, contando con varios tomos, fue publicada entre 1707 y 1747. La Universidad de Salamanca llegó a decir de Santillana que es una «villa envuelta en prestigio literario» Benito Pérez Galdós habla de ella en Cuarenta leguas por Cantabria, al igual que Emilia Pardo Bazán. Novelistas que visitaron Santillana y quedan prendados de ella son, entre otros, Amós de Escalante, Miguel de Unamuno y Ricardo León. A Santillana le han dedicado poemas muchos autores, algunos de los más famosos son Gerardo Diego, José Hierro, Víctor Fernández Llera, José del Río Sainz, Ramón de Garciasol y Manuel González Hoyos.
Es conocida la cita de Sartre en su libro La náusea, donde hace decir a uno de sus personajes que Santillana es le plus joli village de l'Espagne (en francés: el pueblo más bonito de España).
En 1960 nació la Editorial Santillana, hoy integrada en el Grupo Santillana. Ambas empresas toman su nombre precisamente de esta villa.

## Ciudades hermanadas
- Le Dorat (Francia, desde 1968).[51] El hermanamiento se decidió por compartir las dos poblaciones sendas colegiatas de similares estilo y época.[52] Es gracias a los intercambios entre estudiantes franceses y españoles llevados a cabo por los profesores Annick Beaulieu en Le Dorat y Miguel Izquierdo en Santillana del Mar que este hermanamiento comienza y se oficializa en 1986 con la firma de los alcaldes Bertrand Clisson en Le Dorat y Antonio Sandi en Santillana.
- Borgolavezzaro (Italia,[53] desde 2005). El hermanamiento se decidió al conservar ambas localidades reliquias de Santa Juliana.[52]